# Семра Кебеде
Семра Кебеде (на английски: Semra Kebede) e етиопска актриса и модел.

## Биография
Семра Кебеде е родена на 18 юни 1987 година в Адис Абеба, Етиопия. На 10-годишна възраст се премества заедно с родителите си в САЩ, израства в град Хюстън, Тексас. Кебеде учи икономика в град Атланта, Джорджия, и се дипломира с бакалавърска степен през 2009 година.